# St. Pius (Bottrop)

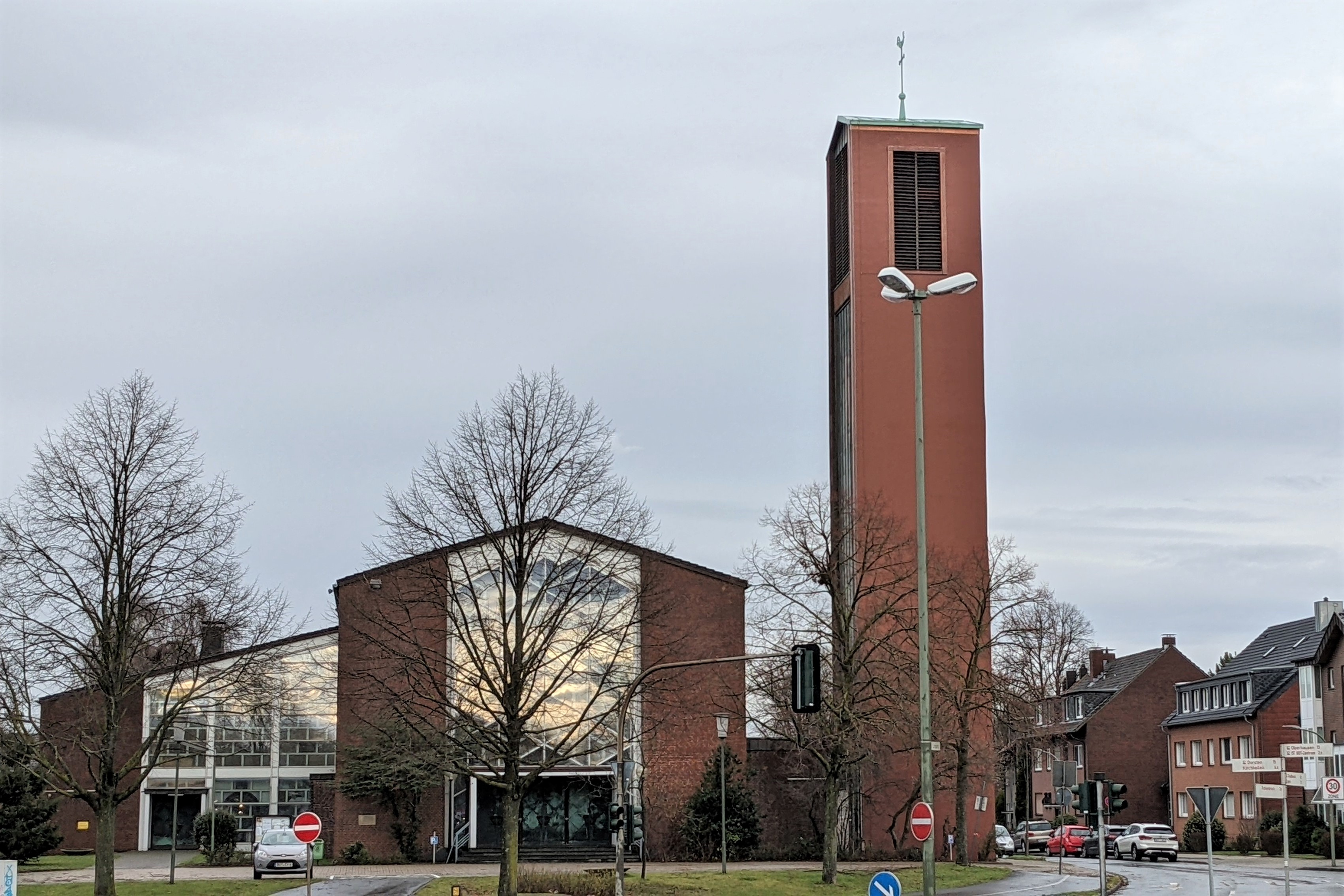
St.-Pius-Kirche in Bottrop Am Limberg

Die St.-Pius-Kirche ist ein römisch-katholisches Kirchengebäude in Bottrop-Eigen. Sie ist eine Filialkirche der Pfarrgemeinde St. Joseph in Bottrop. Namenspatron der Kirche ist Papst Pius X.

## Geschichte
Der Bau der St.-Pius-Kirche wurde durch die ehemalige Mutterpfarrei Liebfrauen in Bottrop veranlasst. Er begann im September 1959. Am 19. November 1960 wurde die Kirche durch Bischof Franz Hengsbach geweiht. Erster Pfarrer der Pfarrei St. Pius war Wilhelm Nyssing bis 1987. Auf ihn folgte bis 1997 Manfred Schwering. Letzter Pfarrer war Slawomir Galadzun.
Im Zuge der Umstrukturierung im Bistum Essen wurde die St.-Pius-Kirche in die Pfarrgemeinde St. Joseph integriert und ist seitdem Filialkirche.

## Ausstattung

### Glocken
Im März 1963 wurden fünf Glocken der Kirche eingeweiht, Glockengießer Hans Georg Hermann Maria Hüesker, Fa. Petit & Gebr. Edelbrock, Gescher
- Die erste Glocke ist die Sancta-Trinitas-Glocke mit der Inschrift: Gloria patri et filio et Spiritui Sancto. (= Ehre sei dem Vater und dem Sohn und dem Heiligen Geist)
- Die zweite Glocke ist die Sancta-Maria-Glocke mit der Inschrift: Quodcumque dixerit vobis facite. (= Was auch immer er euch sagt, tut es)[2]
- Die dritte Glocke ist die Sancte-Pius-Glocke mit der Inschrift: Instaurare omnia in Christo (= In Christus alles erneuern), das Motto des Pontifikats von Pius X.[3]
- Die vierte Glocke ist die Sancte-Johannes-Glocke mit der Inschrift: Illum opportet crescere (= Jener muss wachsen)[4]
- Die fünfte Glocke ist die Sancte Joseph-Glocke mit der Inschrift: Accipe puerum et matrem eius. (= Nimm den Knaben und seine Mutter)[5]

### Orgel
Die Orgel stammt aus dem Jahr 1978 und wurde durch die Firma Johannes Klais in Bonn gefertigt. Die Orgel hat Schleifwindladen, mechanische Spieltraktur, elektrische Registratur und insgesamt 1235 Pfeifen, davon 244 aus Holz und 991 in Zinn.

### Reliquien
Im Altar der Kirche sind Überreste des Heiligen Amatus von Remiremont und des Heiligen Adeodatus eingebettet. Zudem werden in der Marienkapelle drei Reliquien von Papst Pius X. aufbewahrt.